# Ishikawa Takeyoshi

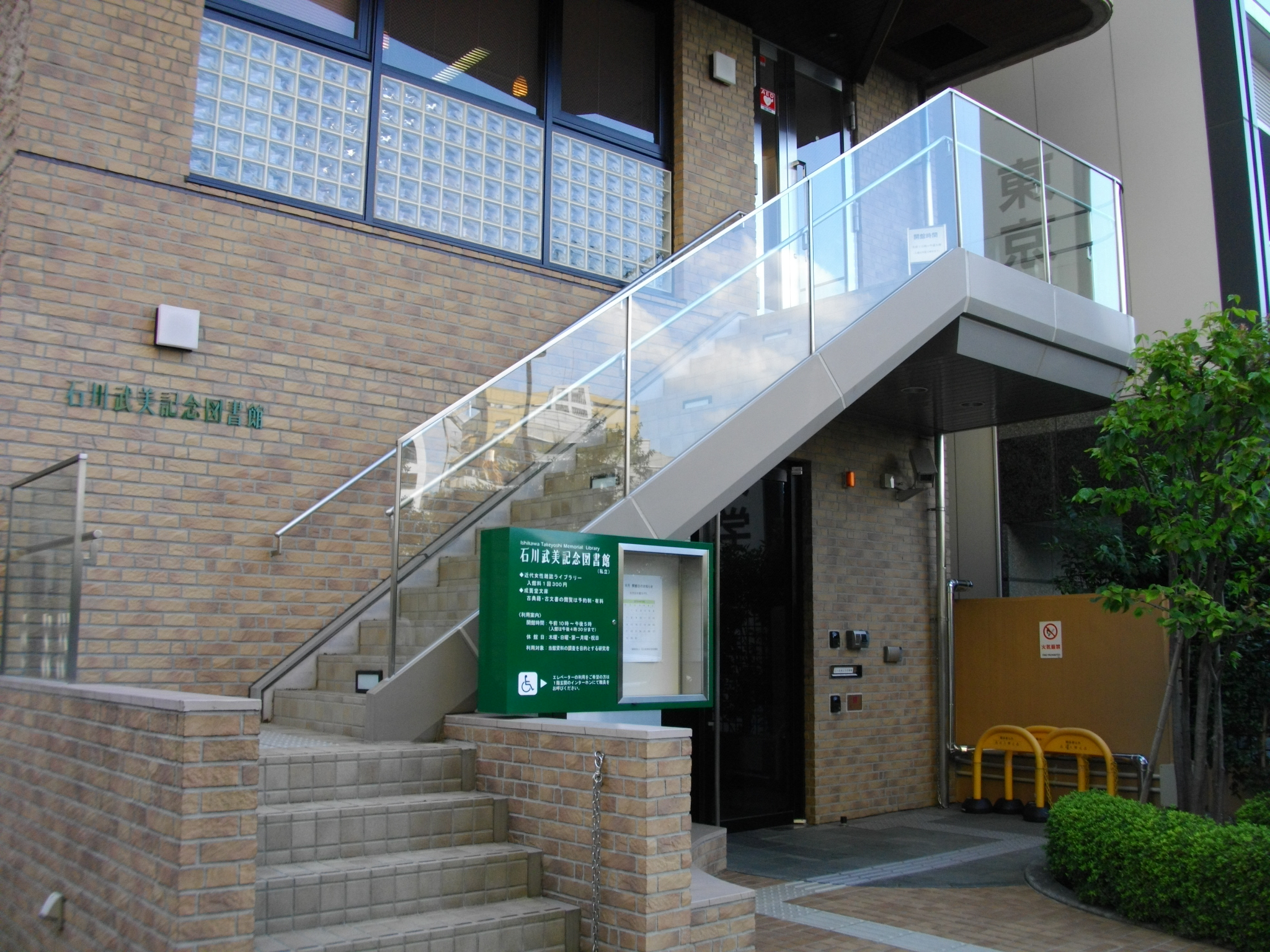
Ishikawa Takeyoshi Gedächtnisbibliothek

Ishikawa Takeyoshi  (japanisch 石川 武美; geboren 13. Oktober 1887 in Ajimu (Präfektur Ōita); gestorben 5. Januar 1961) war ein japanischer Herausgeber.

## Leben und Wirken
Ishikawa Takeyoshi besuchte die Usa-Mittelschule (宇佐中学校, Usa chūgakkō) in Usa, brach aber die Ausbildung ab. Er zog 1897 nach Tokio und schloss sich dem „Dōbunkan“ (同文館) an, einer Einrichtung, die sich um die Modernisierung Japans nach westlichem Vorbild bemühte. Dort redigierte er das Magazin „Fujokai“ (婦女界) – etwa „Welt der Frauen“. Danach war er auch für „Fujin no Tomo“ (婦人之友), und „Kokumin kurabu“ (国民倶楽部) „National Club“ zuständig.
1916 gründete Ishikawa die „Tōkyō Home Economics Study Group“ (東京家政研究会, Tōkyō kasei kenkyūkai). Im selben Jahr publizierte er (貯金の出来る生活法, Chokin no dekiru seikatsu-hō) – „Eine Lebensweise, mit der man Geld zurücklegen kann“. 1917 startete er „Shufu no Tomo“ (主婦之友, später 主婦の友 geschrieben) und änderte 1921 den Namen des Verlages in „Shufunotomo-sha“ (主婦之友社). „Shufu no Tomo“ entwickelte sich als Frauenzeitschrift mit praktischen Artikeln für normale Hausfrauen gut und war nach drei Jahren die Nummer eins in diesem Bereich. 1941 kam es zur Gründung der „Cultural Business Bulletin National Assembly“ (文化事業報国会). Während des Zweiten Weltkrieges war er Präsident der „Japanischen Ausliefergesellschaft Druckerzeugnisse“  (日本出版配給社, Nihon Shuppan Haikyūsha) und Vorsitzender der „Japan Publishing Association“ (日本出版会; Nihon shuppan-kai).
Nach dem Krieg wurde Ishikawa auf Anweisung der Alliierten vorübergehend aus öffentlichen Ämtern verbannt. 1947 eröffnete er mit der Sammlung des Historikers Tokutomi Sohō (1863–1957) die Ochanomizu-Bibliothek (お茶の水図書館). 1950 wurde er Präsident von „Tōkyō Publishing Sales“ (東京出版販売, Tōkyō shuppan hanbai, heute kurz „Tōhan“ (トーハン)) und später Aufsichtsratsvorsitzender. Er erhielt 1957 den zum ersten Mal vergebenen „Preis für Druckkultur“ (印刷文化賞, Insatsu bunka-shō) und 1958 den Kikuchi-Kan-Preis. Zu seinen Büchern gehören „Mein geliebtes Leben“ (わが愛する生活, Waga aisuru seikatsu) und „Der Weg des Gaubens“ (信仰の道, Shinkō no michi). Nach seinem Tod wurde „Takemi Ishikawa Gesangsnoten – über 50.000 Köpfen“ (石川武美歌ノート―五万首から, Ishikawa Takeyoshi uta nōto ― goman kubi kara) veröffentlicht. Es gibt die „Takeyoshi Ishikawa Auswahl“ in der Ochanomizu-Bibliothek.
2013 wurde die Ochanomizu-Bibliothek in „Ishikawa Takeyoshi Gedächtnisbibliothek“ (石川武美記念図書館, Ishikawa Takeyoshi kinen toshokan) umbenannt.